# Greta Martinelli
Greta Martinelli (Como, 3 de diciembre de 2000) es una deportista italiana que compite en remo.
Ganó una medalla de oro en el Campeonato Mundial de Remo de 2019 y una medalla de oro en el Campeonato Europeo de Remo de 2020, en la prueba de cuatro scull ligero.

## Palmarés internacional
| Campeonato Mundial | Campeonato Mundial   | Campeonato Mundial | Campeonato Mundial  |
| Año                | Lugar                | Medalla            | Prueba              |
| ------------------ | -------------------- | ------------------ | ------------------- |
| 2019               | Ottensheim (Austria) | Medalla de oro     | Cuatro scull ligero |
| Campeonato Europeo |                      |                    |                     |
| Año                | Lugar                | Medalla            | Prueba              |
| 2020               | Poznań (Polonia)     | Medalla de oro     | Cuatro scull ligero |